# Le Grand-Lemps
Le Grand-Lemps este o comună în departamentul Isère din sud-estul Franței. În 2009 avea o populație de 2.935 de locuitori.

## Evoluția populației
| An        | 1975  | 1982  | 1990  | 1999  | 2006  | 2009  |
| --------- | ----- | ----- | ----- | ----- | ----- | ----- |
| Populație | 1.986 | 2.164 | 2.364 | 2.349 | 2.802 | 2.935 |